# Presepe (astronomia)
L'Ammasso del Presepe (latino præsepe, mangiatoia) – noto anche come Ammasso Alveare o con le sigle di catalogo M 44 o NGC 2632 – è un brillante ammasso aperto visibile nella costellazione del Cancro. È uno dei più vicini al sistema solare e contiene una ricca popolazione di stelle, più ampia di quelle di altri ammassi aperti vicini. In un cielo nitido l'ammasso appare a occhio nudo come un oggetto nebuloso; definito da Tolomeo "la massa nebulosa nel seno del Cancro", fu il primo oggetto che Galileo osservò con il suo cannocchiale.
Le sue componenti più luminose sono di magnitudine 6 e 7 e sono perfettamente visibili con un binocolo anche dai centri urbani. L'età e il moto proprio sono paragonabili a quelli delle Iadi, suggerendo che entrambi gli ammassi abbiano un'origine comune; sia il Presepe sia le Iadi contengono inoltre delle giganti rosse e delle nane bianche, che rappresentano gli ultimi stadi dell'evoluzione stellare, più un gran numero di stelle di sequenza principale di classe A, F, G, K e M.
Stime sulla sua distanza forniscono cifre che variano fra i 160 e i 187 parsec (550-610 anni luce), mentre sull'età, stimata sui 580 milioni di anni, vi è maggiore accordo.

## Osservazione

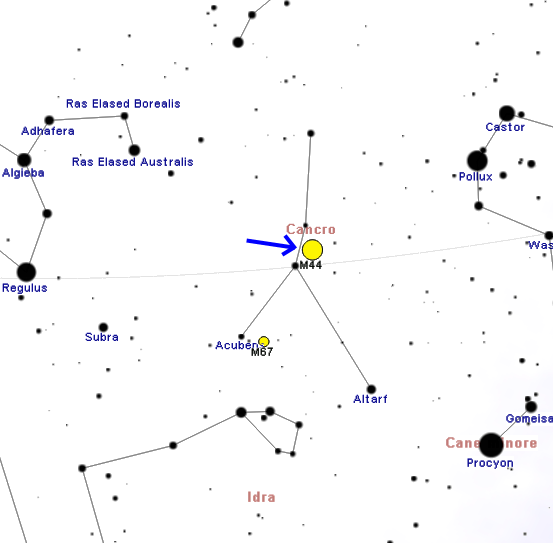
Carta per l'individuazione del Presepe, al centro della costellazione del Cancro.

Il Presepe è uno degli oggetti più facili da osservare: si individua infatti anche ad occhio nudo, in un cielo discreto; per trovarlo si fa spesso riferimento a due stelle molto brillanti, Regolo e Polluce: il Presepe si trova a circa metà strada fra le due stelle. Alle latitudini boreali è presente nel cielo serale da fine dicembre a tutto giugno e si mostra molto alto in cielo; dall'emisfero australe risulta invece meno evidente, ma la facilità di individuazione e di osservazione resta inalterata.
Ad occhio nudo si distingue come una macchia chiara e dall'aspetto nebuloso o granulare; sotto cieli assolutamente perfetti e con l'aiuto di un'ottima vista si possono talvolta individuare 2-3 minutissimi astri, ma su un fondo che resta sempre nebuloso e indefinito. Un semplice binocolo già è sufficiente sia per risolvere completamente l'ammasso, che per appurare che non vi è traccia alcuna di nebulosità reale fra le componenti stellari dell'oggetto; attraverso un 10x50 si distinguono diverse decine di stelle bianco-giallastre fino alla nona magnitudine, disperse su oltre un grado di diametro. Con un telescopio da 150mm e bassi ingrandimenti è ancora possibile averne uno sguardo d'insieme, mentre a ingrandimenti superiori, a causa dell'estensione dell'ammasso, l'osservazione risulta meno appagante.
La magnitudine visuale integrata del Presepe è pari a 3,1 e si contano dieci componenti più luminose della settima magnitudine; fra queste spicca ε Cancri, talvolta indicata con lo stesso nome proprio dell'ammasso. Fino alla magnitudine 14 si contano quasi un migliaio di stelle.

### Occultazioni

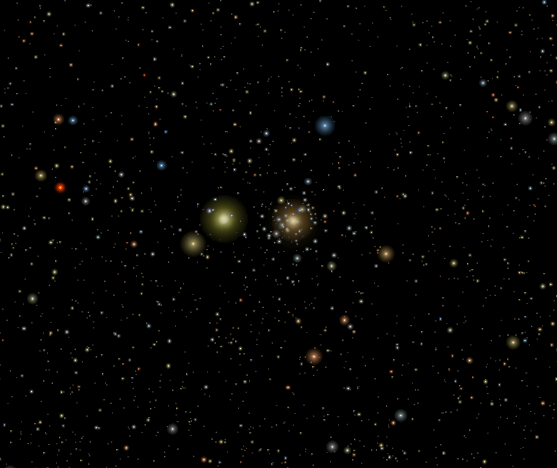
Rappresentazione della congiunzione fra Marte e Saturno in direzione dell'ammasso del Presepe, avvenuta il 15 giugno 2006; Marte è il pianeta rosso al centro dell'ammasso, Saturno il corpo giallo luminoso posto a sinistra.

A causa della posizione dell'ammasso del Presepe a soli 1,5° dall'eclittica, sono molto frequenti i transiti e le occultazioni da parte dei corpi del nostro sistema solare.
Capita frequentemente che la Luna transiti davanti a quest'ammasso, occultandolo quasi completamente; si tratta di uno spettacolo che viene seguito specialmente dagli astrofili, anche dotati di strumenti di osservazione ridotti, come un semplice binocolo o un piccolo telescopio (strumenti troppo potenti non consentono, come già visto, di avere la visuale d'insieme). Sebbene infatti l'evento sia facilmente visibile anche ad occhio nudo a condizione di avere un cielo buio e limpido, l'ausilio di questi strumenti consente di apprezzare appieno e con precisione l'occultamento di singole stelle dell'ammasso. Queste occultazioni sono anche utilizzate dagli astronomi professionisti per lo studio delle stelle doppie dell'ammasso.
Spesso anche i pianeti si avvicinano apparentemente alle stelle dell'ammasso, talvolta transitandovi in mezzo; ciò accade con più facilità con i pianeti a noi più vicini, come Mercurio, Venere e Marte. Grazie a questi incontri periodici, visibili mediamente 2-3 volte all'anno, si possono osservare in cielo delle figure insolite o dai colori vagamente contrastanti. Uno degli incontri più spettacolari è avvenuto il 15 giugno del 2006, quando Marte e Saturno si trovarono in congiunzione in direzione del Presepe; Saturno si trovava quasi esattamente sul piano dell'eclittica, mentre Marte attraversò l'ammasso transitando proprio di fronte al suo centro, passando a 45" dalla stella 38 Cancri e proseguendo fra le stelle HD 73710 e HD 73785.

## Decorso osservativo

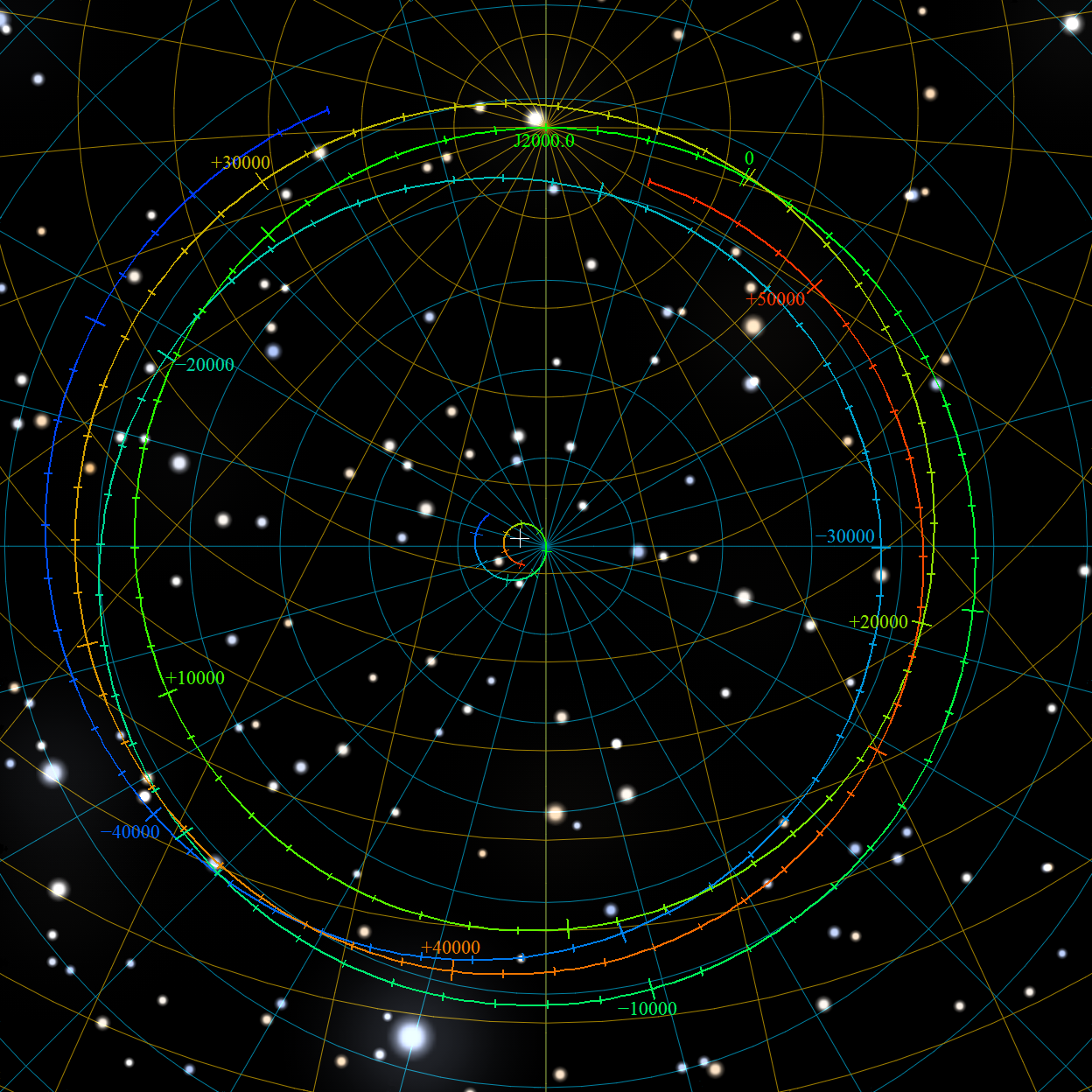
La proiezione del percorso di precessione del Polo Nord sul cielo fisso dell'epoca J2000.0 per l'intervallo di tempo da 48000 a.e.v. al 52000 a.e.c.. La stella luminosa in basso è Vega.

A causa del fenomeno conosciuto come precessione degli equinozi, le coordinate celesti di stelle e costellazioni possono variare sensibilmente, a seconda della loro distanza dal polo nord e dal polo sud dell'eclittica.
Dato che il Presepe si trova a solo 1,5° a nord dell'eclittica, la sua visibilità nei due emisferi coincide quasi esattamente con l'altezza del Sole nel cielo a seconda delle varie stagioni: quando il Presepe si trova alle 6h di ascensione retta, ossia nel punto più settentrionale che può raggiungere, viene a trovarsi a una declinazione di 25°N, molto simile pertanto a quella di 23,5°N assunta dal Sole il giorno del solstizio d'estate boreale, attorno al 21 giugno. Circa 2500 anni fa, il Presepe si trovava a queste coordinate.
Quando, fra circa 9000 anni, il Presepe si troverà alle 18h di ascensione retta, raggiungerà il punto più meridionale, parallelamente al tratto di eclittica che gli "transita" vicino: in quell'occasione, la sua declinazione sarà pari a 22°S, simile a quella assunta dal Sole al solstizio d'inverno, il 21-22 dicembre; ciò comporterà una maggiore visibilità e conseguentemente una maggiore altezza sull'orizzonte dall'emisfero australe della Terra, al contrario di quanto avviene nella nostra epoca.
Attualmente, avendo passato le 6h di ascensione retta, il Presepe tende ad assumere col tempo una declinazione sempre più meridionale. Se circa 2500 anni fa il Sole transitava a 1,5° dal Presepe il 21 giugno, nella prima metà del XXI secolo questo passaggio si verifica fra il 29 e il 30 luglio; fra circa 3700 anni il transito avverrà invece in coincidenza dell'equinozio d'autunno.

## Storia

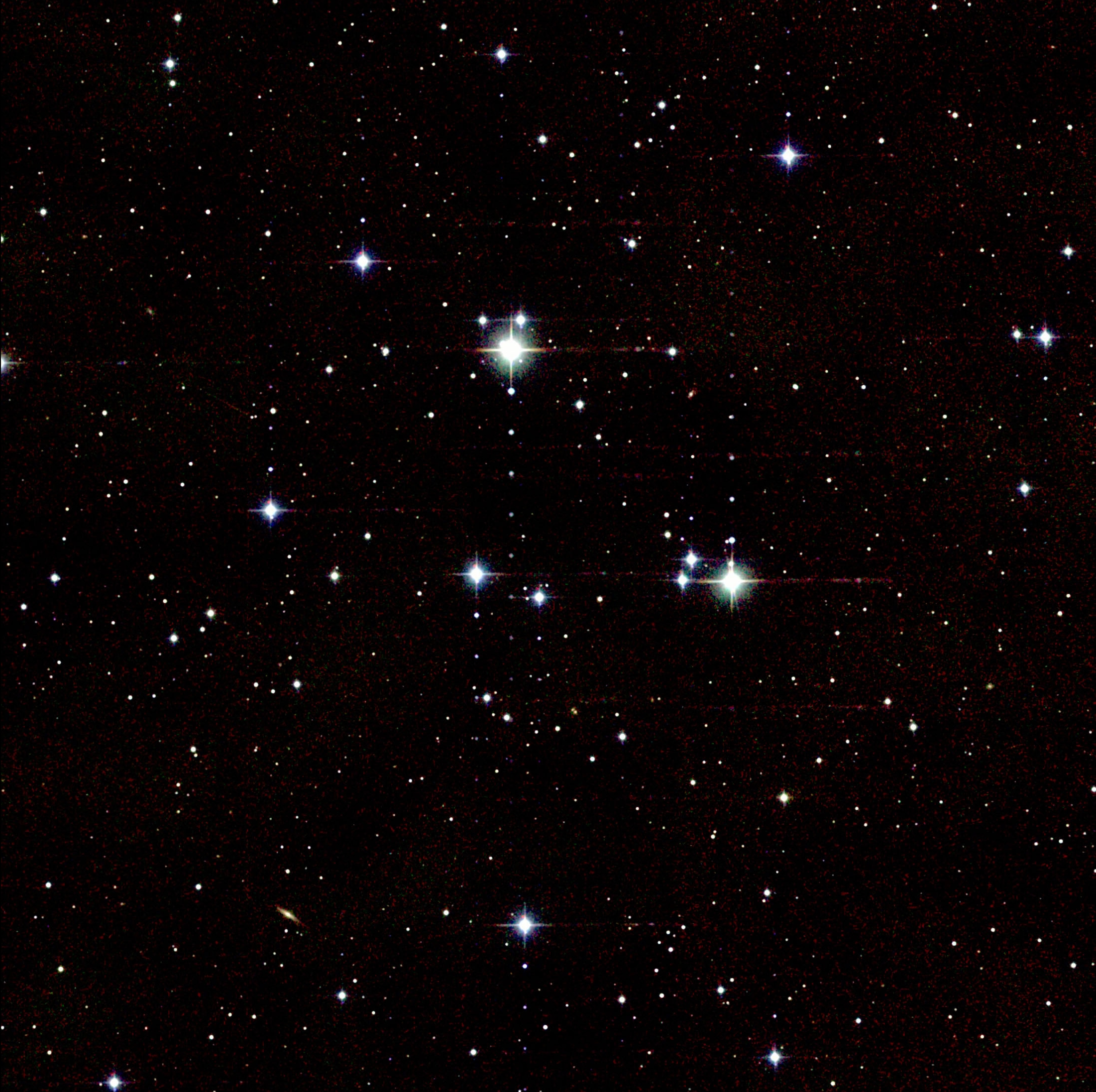
Le stelle centrali del Presepe, che sono pure le più massicce dell'ammasso.

L'ammasso è noto sin dall'antichità, essendo uno degli oggetti "nebulosi" più facilmente visibili ad occhio nudo; il Presepe è già citato da Arato di Soli nel 260 a.C., nel suo poema "Phenomena", ispirato probabilmente all'opera dell'astronomo Eudosso di Cnido. Qui lo descrive come una "Piccola nube" e ci trasmette l'antica credenza che quando, in un cielo apparentemente privo di nubi, il "Praesepe" non era visibile, ciò fosse un segno di pioggia imminente.
Greci e Romani immaginavano il Presepe come una "mangiatoia" (præsepe, in latino, significa appunto mangiatoia) da cui mangiavano due asini, rappresentati dalle stelle Asellus Borealis (γ Cancri) e Asellus Australis (δ Cancri); gli asini erano quelli che Dioniso e Sileno cavalcarono nella battaglia contro i titani.
Nel 1609 Galileo osservò per la prima volta quest'oggetto con uno strumento ottico (un cannocchiale) e fu così in grado di risolverlo in circa 40 stelle. Charles Messier lo aggiunse nel 1769 nel suo famoso catalogo, con il numero 44, dopo averne determinato le coordinate esatte. L'inserimento di quest'oggetto, così come delle Pleiadi e della Nebulosa di Orione, è un fatto piuttosto curioso, dato che il resto degli oggetti di Messier sono molto meno luminosi; lo scopo del Messier in effetti era quello di catalogare oggetti che potevano essere scambiati per comete, cosa che questi oggetti luminosi non consentono. Una spiegazione può essere quella che il Messier voleva compilare un catalogo più grande di quello compilato nel 1755 da Nicolas Louis de Lacaille, che contava invece 42 oggetti.
L'astronomo e marinaio Smyth, nel 1831, ne fa una descrizione completa: ne descrive diversi metodi di individuazione e fornisce alcuni dettagli delle stelle più brillanti, come ε Cancri. Nello stesso anno il Presepe fu osservato da John Herschel, il quale lo catalogò con la sigla h517; nel 1864 lo inserì nel suo General Catalogue assegnandogli il numero 1681 e chiamandolo Praesepe Cancri. Infine, John Dreyer lo inserì col numero 2632 nel suo ben noto New General Catalogue (NGC).

## Morfologia e composizione

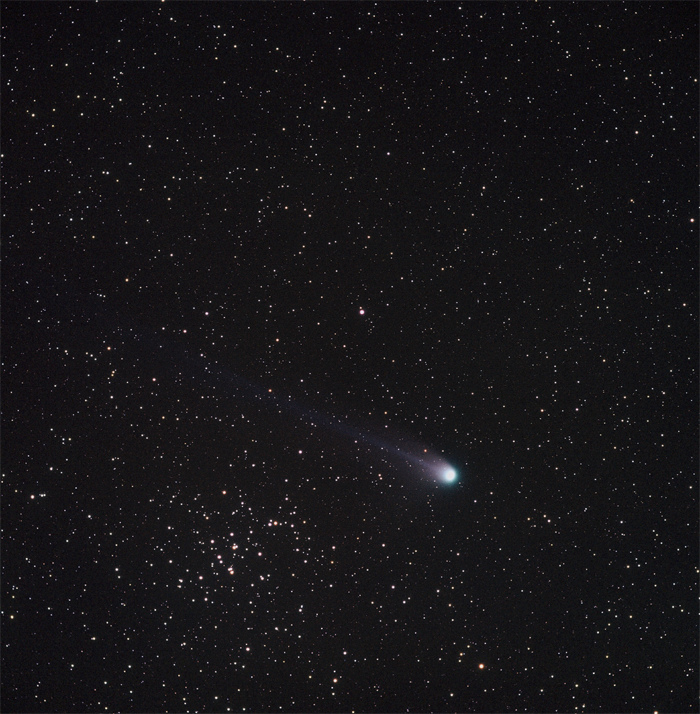
La cometa C/2001 Q4 transita in direzione del Presepe; oltre alle comete, anche i pianeti e la Luna sembrano attraversare quest'ammasso, grazie alla sua posizione molto prossima all'eclittica.

Nel suo complesso, l'ammasso del Presepe contiene almeno un migliaio di stelle legate gravitazionalmente, per una massa totale di circa 500-600 masse solari. Uno studio del 1999 ha individuato 1010 stelle quali membri quasi certi, di cui il 68% sono nane rosse di classe M, il 30% sono stelle simili al Sole, con classi F, G e K e circa il 2% sono stelle luminose di classe A. Sono presenti anche cinque stelle giganti, quattro delle quali sono di classe K0 III ed una di classe G0 III.
Visivamente, la stella più luminosa del Presepe è ε Cancri, una stella bianca di classe A5V e una magnitudine apparente pari a 6,29 situata sul vertice sudoccidentale di un quadrilatero di stelle di sesta grandezza che costituisce il centro dell'ammasso; fino alla magnitudine 7,0 sono presenti 10 componenti, mentre ponendo la magnitudine limite a 8,0 si arriva a 22 componenti.
Il raggio centrale dell'ammasso è stimato sui 3,5 parsec (11,4 anni luce), mentre il raggio di mezza massa è di circa 3,9 parsec (12,7 anni luce); il raggio mareale è di 12 parsec (39 anni luce). Tuttavia, questo raggio include anche alcune stelle non legate gravitazionalmente all'ammasso, che si trovano vicine solo perché le loro orbite lungo la Via Lattea si incrociano. Il nucleo centrale luminoso dell'ammasso ha infine un diametro di circa 7 parsec (22,8 anni luce). Come molti ammassi stellari di vari tipi, il Presepe mostra evidenti effetti del fenomeno noto come segregazione di massa; le stelle più luminose e massicce infatti tendono a concentrarsi nelle aree centrali dell'ammasso, mentre quelle più piccole e meno luminose si distribuiscono tutt'attorno, nell'alone (chiamato talvolta "corona").
Nel Presepe sono presenti un gran numero di stelle variabili: se ne contano infatti circa un centinaio; molte di queste sono delle variabili δ Scuti di classe spettrale A, che hanno appena lasciato la fase stabile di sequenza principale per evolversi verso la fase di gigante. Fra queste spicca BU Cancri (HD 73756), di classe A7V, che presenta un periodo medio di 0,07 giorni e delle pulsazioni non radiali, che causano delle evidenti oscillazioni del suo periodo a causa della complessa disposizione dei nodi e degli antinodi delle sue onde. La stella TX Cancri è invece una variabile a eclisse con un periodo di appena 0,38 giorni e una luminosità che oscilla fra le magnitudini 10,0 e 10,4.
L'ammasso del Presepe è uno dei pochissimi posti entro un raggio di alcune centinaia di parsec ad avere una popolazione discreta di nane bianche; le prime furono individuate nel corso degli anni sessanta e negli anni duemila ne sono note undici, che rappresentano la fase ultima di quelle che una volta erano le stelle più massicce dell'ammasso, in origine stelle di classe spettrale B. Un'accurata analisi spettroscopica di queste stelle ha mostrato alcune loro caratteristiche particolari; fra queste componenti spicca per la sua particolarità WD0836+197, la quale potrebbe essere stata originata dal collasso di una stella vagabonda blu, ossia una stella formatasi dalla fusione di due stelle in precedenza distinte. Un'altra componente con caratteristiche peculiari è WD0837+185, che potrebbe essere un sistema doppio derivato dal collasso di due stelle in orbita fra loro.
Al differenza delle nane bianche, nel Presepe le nane brune sembrano essere estremamente rare, probabilmente perché sono state espulse dalle forze mareali dall'alone.

## Distanza
| Stella    | Classe spettrale | Magnitudine apparente |
| --------- | ---------------- | --------------------- |
| ε Cancri  | A5               | 6,29                  |
| 39 Cancri | K0               | 6,39                  |
| HD 73710  | K0               | 6,42                  |
| 40 Cancri | A1               | 6,61                  |
| 38 Cancri | F0               | 6,65                  |
| HD 73712  | A9               | 6,76                  |
| HD 73819  | A6               | 6,77                  |
| HD 73598  | K0               | 6,82                  |
| 42 Cancri | A9               | 6,83                  |

Grazie alla sua vicinanza e alla sua latitudine galattica elevata, pari a circa 32°, l'ammasso del Presepe può essere osservato e studiato senza che vi sia l'ostacolo causato dalla sovrapposizione di banchi di polvere interstellare particolarmente densi da rendere necessaria una ricalibratura delle misurazioni ottenute.
Le primissime stime della distanza del Presepe vennero effettuate sulla base delle prime misurazioni della parallasse disponibili; uno studio sulle misurazioni dei parametri fisici dell'ammasso apparve nel 1927 e fornì una distanza di 137 parsec (450 anni luce), determinata su una misurazione della parallasse pari a 0,0073 secondi d'arco. Stime successive si sono basate principalmente sulla fotometria, tramite la quale si poteva ottenere un modulo di distanza relativamente accurato. Con l'aumentare dell'accuratezza delle tecniche della misurazione della parallasse, si è potuto sfruttare proficuamente questo sistema per fornire dati sempre più precisi; con entrambi i metodi si è ottenuto per il Presepe un valore di distanza che si aggirava attorno ai 192 parsec (626 anni luce).
Col lancio del satellite Hipparcos, la qualità e la quantità delle misurazioni della parallasse aumentarono notevolmente. I dati sulle stelle del Presepe restano tuttavia relativamente scarsi, a causa della sua posizione proprio lungo il piano dell'eclittica; il satellite misurò a più riprese alcune stelle la cui appartenenza fisica all'ammasso è accertata e su di queste vennero progressivamente aggiornati i calcoli per la determinazione della distanza. Le stime ritenute più accurate, ottenute tramite la combinazione dei dati di Hipparcos e del diagramma HR, forniscono una distanza di circa 182 parsec (593 anni luce).

## Osservazioni ai raggi X e confronto con le Iadi
Dal punto di vista delle caratteristiche fisiche, il Presepe viene spesso paragonato alle Iadi: questa relazione è dovuta al fatto che entrambi gli ammassi possiedono un'origine comune e, di conseguenza, pure un'età paragonabile.

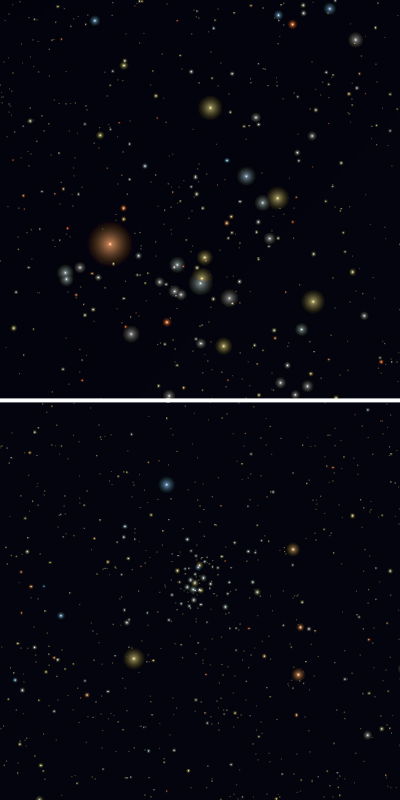
Quest'immagine mostra un confronto fra i due ammassi aperti coetanei delle Iadi (in alto) e del Presepe (in basso); le due immagini sono nella stessa scala.

Uno studio condotto tramite il satellite ROSAT ai raggi X sulle stelle del Presepe ha mostrato tuttavia una notevole discrepanza fra le proprietà ai raggi X delle nane rosse dei due ammassi, segno che poteva essere interpretato come una possibile smentita dell'età comune dei due oggetti; il livello di emissioni coronali delle stelle simili al Sole mostrarono inoltre che il Presepe aveva un'età più avanzata rispetto alle Iadi, nonostante il diagramma HR dei due ammassi mostrasse che entrambi gli oggetti avessero la stessa età. Una soluzione proposta a questa discrepanza sarebbe quella secondo la quale le stelle del Presepe di piccola massa emetterebbero meno raggi X rispetto a quelle delle Iadi, a causa della minore metallicità.
Per cercare di risolvere il problema delle emissioni anomale osservate nel Presepe e, soprattutto, per definire se eventualmente durante lo studio dei dati del ROSAT non fossero state prese in esame anche alcune stelle di fatto non membri reali dell'ammasso, fu condotto uno studio successivo basato sulle velocità radiali derivate delle stelle di classe spettrale F, G, K e delle nane rosse di classe M, che esclusero in effetti un gran numero di stelle non membri; inoltre, venne misurata l'emissione Hα delle nane rosse campione, mostrando che per queste stelle la distribuzione delle emissioni Hα cromosferiche non differisce da quella misurata sulle Iadi, a differenza di quanto mostrato dalle osservazioni a raggi X.
Nel 2003 è stato condotto uno studio utilizzando lo XMM-Newton, analizzando le emissioni di duecento stelle, di cui 48 appartenenti al Presepe, fra cui tutte le stelle di tipo solare e una buona percentuale delle giganti rosse di classe K e M; il risultato di questo studio sembra contraddire l'esito del precedente basato sui dati del ROSAT. Tuttavia se si considera solo il sottoesempio delle stelle del Presepe, la discrepanza fra le due osservazioni si riduce discretamente. Infatti, le stelle di tipo solare analizzate da entrambi gli studi mostrano una luminosità ai raggi X molto simile; inoltre, la luminosità media derivata ottenuta col ROSAT è paragonabile a quella ottenuta tramite lo XMM-Newton. Di fatto, la discrepanza totale fra le emissioni a raggi X delle stelle delle Iadi e di quelle del Presepe sembra in gran parte dovuta ai membri più deboli del Presepe posti al di fuori dal campo di vista. Alcuni autori hanno ipotizzato che il Presepe sia formato in realtà da due ammassi aperti distinti che si sono fusi fra di loro, indicando anche che le sorgenti di raggi X più potenti appartengono quasi esclusivamente all'ammasso "principale"; basandosi su ciò, hanno suggerito che la differenza di età si noterebbe soprattutto comparando le stelle del centro dell'ammasso principale con le stelle dell'ammasso "secondario", poste a circa 3 parsec dalle prime. Le osservazioni allo XMM-Newton in effetti coprono solo una piccola area dell'ammasso principale e presumibilmente includerebbero le sorgenti più luminose (e dunque più giovani) della popolazione dell'ammasso.
Tuttavia, è da notare che uno studio condotto nel 2002 non evidenzia alcuna anomalia nel moto proprio del Presepe, né nel presente, né apparentemente nella sua storia evolutiva, come invece ci si aspetterebbe qualora l'ammasso fosse il frutto di una fusione di due agglomerati di stelle inizialmente distinti.
Una differenza ulteriore fra il Presepe e le Iadi riguarda la funzione di massa delle nane rosse con massa compresa fra 0,6 e 0,05 M⊙; il picco dell'abbondanza di queste stelle nel Presepe si raggiunge attorno alle 0,1 M⊙, contro le 0,35 M⊙ registrate per le Iadi. Assumendo un'età simile per i due ammassi, questa discrepanza può essere spiegata col fatto che essi avessero una differente funzione di massa iniziale, o al più col fatto che le interazioni con l'ambiente galattico circostante abbiano modificato l'evoluzione di uno dei due ammassi; in effetti i fenomeni di disgregazione mareali che tendono a interessare gli ammassi di età avanzata sembrerebbero aver influenzato i due ammassi in maniera differente, causando quindi la discrepanza osservata.
Altri indizi che testimoniano alcune differenze fra i due ammassi giungono dall'analisi delle loro variabili rotazionali. Assumendo un'età di 625 milioni di anni per le Iadi, la relazione periodo-colore derivata per le componenti dei due ammassi ha mostrato che le stelle del Presepe possiedono un'età leggermente inferiore, stimata attorno ai 578±12 milioni di anni; ciò comporterebbe che la formazione del Presepe sia avvenuta circa 45-50 milioni di anni dopo quella delle Iadi. L'età del Presepe risulterebbe così molto più simile a quella dell'ammasso aperto della Chioma, stimata tramite lo stesso sistema attorno ai 584±10 milioni di anni.

### Libri
- (EN) Stephen James O'Meara, Deep Sky Companions: The Messier Objects, Cambridge University Press, 1998, ISBN 0-521-55332-6.
- (EN) C. J. Lada, N. D. Kylafits, The Origin of Stars and Planetary Systems, Kluwer Academic Publishers, 1999, ISBN 0-7923-5909-7.
- A. De Blasi, Le stelle: nascita, evoluzione e morte, Bologna, CLUEB, 2002, ISBN 88-491-1832-5.

## Voci correlate

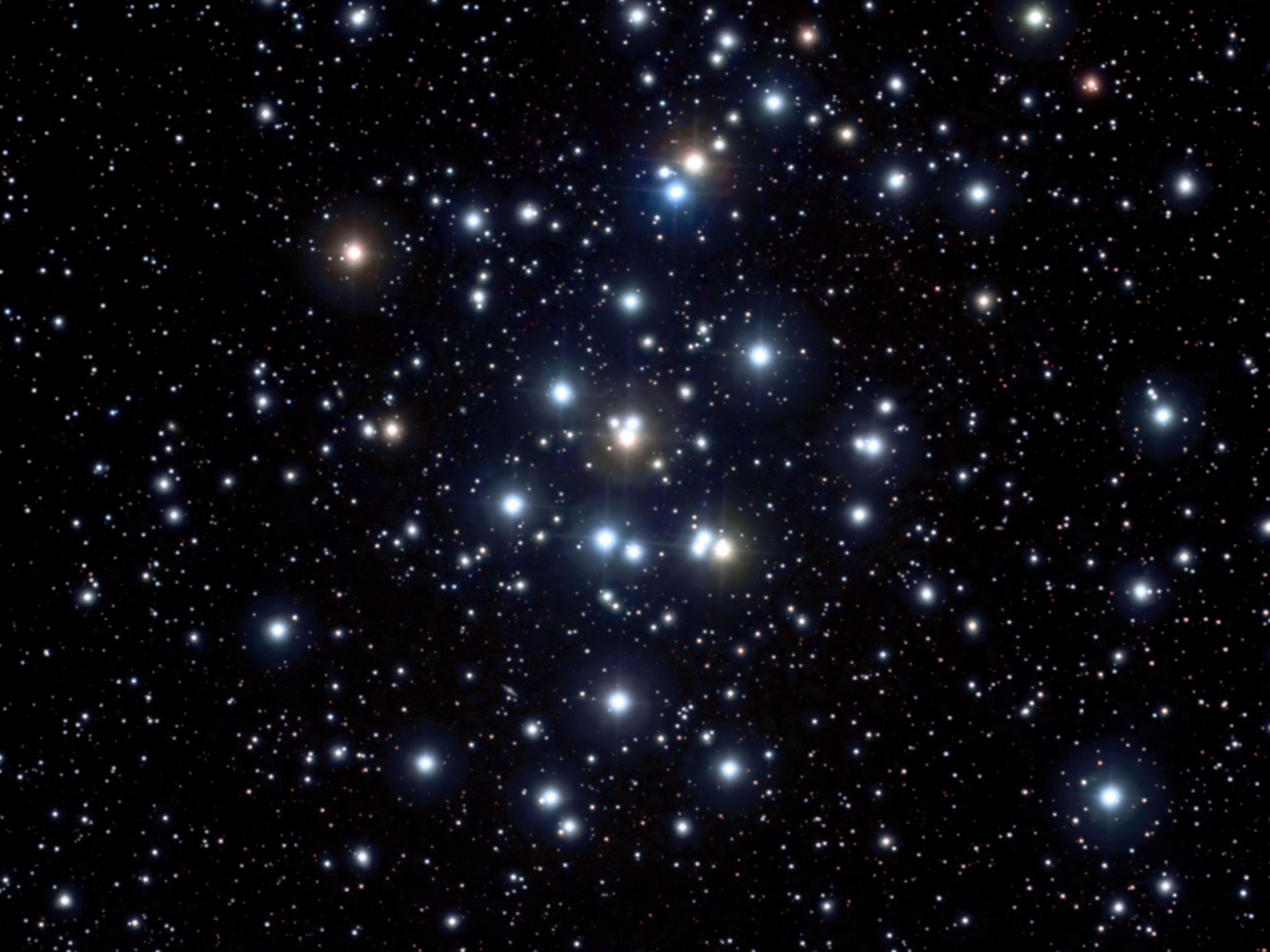
Fotografia amatoriale.

### Pubblicazioni scientifiche
- (EN) Abt HA, Willmarth DW., Binaries in the Praesepe and Coma star clusters and their implications for binary evolution, in Astrophysical Journal, vol. 521, 1999,  pp. 682-690.
- (EN) Randich, S.; Schmitt, J. H. M. M., A ROSAT X-ray study of the Praesepe cluster., in Astronomy and Astrophysics, vol. 298, giugno 1995,  p. 115.
- (EN) David Barrado y Navascués, John R. Stauffer, Stellar Activity in Coeval Open Clusters: Praesepe and the Hyades, in The Astrophysical Journal, vol. 506, 10 ottobre 1998,  pp. 347-359, DOI:10.1086/306241.
- (EN) Elena Franciosini, Sofia Randich, Roberto Pallavicini, Is Praesepe really different from the coeval Hyades cluster? The XMM-Newton view, in Astronomy & Astrophysics, vol. 405, 2003,  pp. 551-562.

### Carte celesti
- Toshimi Taki, Taki's 8.5 Magnitude Star Atlas, su geocities.jp, 2005. URL consultato il 7 novembre 2010 (archiviato dall'url originale il 5 novembre 2018). - Atlante celeste liberamente scaricabile in formato PDF.
- Tirion, Rappaport, Lovi, Uranometria 2000.0 - Volume I - The Northern Hemisphere to -6°, Richmond, Virginia, USA, Willmann-Bell, inc., 1987, ISBN 0-943396-14-X.
- Tirion, Sinnott, Sky Atlas 2000.0, 2ª ed., Cambridge, USA, Cambridge University Press, 1998, ISBN 0-933346-90-5.
- Tirion, The Cambridge Star Atlas 2000.0, 3ª ed., Cambridge, USA, Cambridge University Press, 2001, ISBN 0-521-80084-6.

### Argomenti generici
- Ammasso aperto
- Associazione stellare
- Catalogo di Messier
- Charles Messier
- New General Catalogue

### Argomenti affini
- Cancro (costellazione)
- Oggetti non stellari nella costellazione del Cancro
- Braccio di Orione
- Iadi, ammasso aperto con età e caratteristiche simili